# Rakovnica
Rakovnica (Hongaars: Rekenyeújfalu) is een Slowaakse gemeente in de regio Košice, en maakt deel uit van het district Rožňava.
Rakovnica telt 578 inwoners.